# Kochający się kuzyni
Kochający się kuzyni – komedia muzyczna z 1964 roku z Elvisem Presleyem w roli głównej. Piosenkarz wciela się w nim w dwóch bohaterów: ciemnowłosego oficera amerykańskiej armii, Josha Morgana oraz niewykształconego farmera z południa Stanów, Jodiego Tatuma.
W momencie wejścia do kin film uplasował się na 11. pozycji amerykańskiego box office’u, a w rankingu magazynu Variety zajął 26. miejsce na liście najbardziej dochodowych filmów 1964 roku.

## Obsada
- Elvis Presley jako Josh Morgan/Jodie Tatum
- Arthur O’Connell jako Pappy Tatum
- Glenda Farrell jako Ma Tatum
- Jack Albertson jako kapitan Robert Jason Salbo
- Cynthia Pepper jako Midge Riley
- Yvonne Craig jako Azalea Tatum
- Pamela Austin jako Selena Tatum
- Donald Woods jako generał Alvin Donford
- Tommy Farrell jako st. sierżant William George Bailey
- Beverly Powers jako Kittyhawk Trudy

## Fabuła
Amerykańska armia zamierza zbudować na szczycie góry Big Smokey dużą bazę rakietową. Jednak jej właściciel, Pappy Tatum, który pędzi tam whisky nie zamierza rozmawiać z przedstawicielami wojska. Przekonany o tym, że armia chce dobrać się do jego zapasów, razem z żoną Ma, córkami Seleną i Azaleą oraz bratankiem Jodie’m postanawia się bronić. Ponieważ jednak zbliża się termin rozpoczęcia budowy, wojsko wysyła na rozmowy Josha Morgana, który wychował się w tych stronach, oraz kapitana Roberta Salbo. Oficerowie mają w przeciągu tygodnia przekonać właściciela do sprzedaży góry lub jej dzierżawy. Na miejscu okazuje się, że Josh i Jodie są do siebie podobni jak dwie krople wody, a różni ich tylko kolor włosów. Josh ujawnia, że jego daleka krewna od strony matki wyszła za mąż za jednego z Tatumów, wobec czego są kuzynami. Pomimo to Pappy nadal nie chce sprzedać ziemi. Na dodatek Josh musi studzić romantyczne zapędy dwóch piękności Seleny i Azalei, które walczą o jego względy. Z kolei Jodie zakochuje się w maszynistce wojskowej Midge Riley, którą Josh sprowadził z pobliskiej bazy lotniczej. W końcu ciemnowłosy oficer ulega powabnej Azalei, a nieugięty dotąd Pappy, zgadza się sprzedać wojsku jedną stronę góry, a drugą zatrzymać.

## Produkcja
Kochający się kuzyni był czternastym filmem Presleya i trzecim, jaki nakręcił w 1963 r. choć jeszcze rok wcześniej pułkownik Parker zapowiedział, że Elvis będzie występował tylko w dwóch filmach rocznie.
Scenariusz został napisany przez Geralda Draysona Adamsa i Gene Nelsona, który zajął się również reżyserią. W 1965 r. obaj otrzymali od Amerykańskiej Gildii Scenarzystów nominację do nagrody za „najlepszy musicalowy scenariusz” roku.
Z kolei producentem został słynący z robienia szybkich i tanich filmów Sam Katzman. Menadżer Elvisa, pułkownik Parker nie chciał, by powtórzyła się sytuacja, jak przy produkcji Miłość w Las Vegas, kiedy to z powodu przekroczonego budżetu on i Elvis musieli obniżyć swoje wynagrodzenia.
13 października 1963 r. ekipa filmowa przybyła do kurortu Big Bear położonego w górach San Bernardino w Kalifornii. Dzień później rozpoczęły się zdjęcia, które trwały do 6 listopada, po czym ekipa wróciła do studia MGM w Hollywood.
Nakręcony w niespełna trzy tygodnie oraz kosztem 800 000 dolarów (budżet Błękitnych Hawajów wyniósł cztery miliony) film był pełen niedoróbek oraz zaniedbań. Charakteryzacja Elvisa była niestaranna, a wszystkie piosenki, które w nim śpiewa były w jednakowym stylu. Jednak pomimo licznych błędów, obraz w ciągu pierwszych pięciu tygodni wyświetlania przyniósł zawrotną, jak na owe czasy sumę trzech milionów dolarów zysku.